# Clodulfo de Metz
Clodulfo de Metz, en francés Cloud (¿Lorena?, c. 605 - 8 de junio de 696 o 697), fue un obispo franco de Metz, hijo de Arnulfo de Metz y consejero de diversos soberanos merovingios. Es venerado como santo por diversas confesiones cristianas.

## Biografía
Clodulfo era el segundo hijo de Arnulfo de Metz, poco después nombrado obispo de Metz, y de Doda, hija del también obispo de Metz, Arnoaldo; era, por tanto, hermano de Ansegisel, mayordomo de palacio de Austrasia.
Antes de ordenarse sacerdote, Clodulfo se desposó con Sigrada de Alsacia, con la que tuvo un hijo llamado Arnulfo. Mantuvo buenas relaciones con su cuñada Gertrudis de Nivelles (626-659), hermana de Begga, mujer de su hermano Ansegisel. No se sabe mucho de su vida antes de ser obispo; se conserva una referencia en una carta de Desiderio de Caors que lo llama vir inluster ("hombre ilustre"), y en 648 aparece como mayordomo en un acto del rey Sigeberto III.
En 657 fue nombrado obispo de Metz, capital del reino de Austrasia, cargo que tuvo durante casi cuarenta años. Murió en Metz en lugar santo y fue enterrado en la iglesia de San Arnulfo, donde ya estaba enterrado su padre. 